# Cubanops darlingtoni
Cubanops darlingtoni (лат.) — вид мелких пауков рода Cubanops из семейства Caponiidae. Северная Америка: Доминиканская Республика. Длина самки 3,82 мм. Вид Cubanops darlingtoni был впервые описан в 1948 году американским арахнологом профессором Элизабетой Брайант (Elizabeth B. Bryant, 1875—1953) под первоначальным названием Caponina darlingtoni Bryant, 1948. Cubanops darlingtoni включён в состав рода Cubanops Sánchez-Ruiz, Platnick & Dupérré, 2010 вместе с Cubanops bimini, Cubanops ludovicorum и другими видами. Вид C. darlingtoni назван в честь американского зоогеографа Филипа Джексона Дарлингтона (Philip Jackson Darlington Jr., 1904—1983).